# Figma
Figma là một phần mềm biên tập đồ họa vector và dựng prototype (nguyên mẫu). Figma chủ yếu hoạt động trên nền web, dù có một số tính năng ngoại tuyến trên các phiên bản ứng dụng desktop cho hệ điều hành macOS và Windows. Một tiện ích của Figma là Figma Mirror cho Android và iOS giúp người dùng có thể xem các prototype Figma trên thiết bị di động. Bộ tính năng của Figma tập trung hỗ trợ công việc thiết kế giao diện người dùng và trải nghiệm người dùng, chú trọng khả năng cộng tác theo thời gian thực.

## Lịch sử
Figma bắt đầu cung cấp phiên bản xem trước miễn phí dành cho người dùng muốn đăng ký trải nghiệm vào ngày 3 tháng 12 năm 2015. Sau đó, phần mềm được phát hành công khai đầu tiên ngày 27 tháng 9 năm 2016.
Ngày 22 tháng 10 năm 2019, Figma đã giới thiệu Figma Community, một mạng xã hội cho phép các nhà thiết kế xuất bản tác phẩm của mình để người khác xem và phối lại.
Tính đến tháng 4 năm 2020, Figma được định giá hơn 2 tỷ đô la Mỹ và đạt mức 10 tỷ đô la vào cuối tháng 5 năm 2021.
Ngày 21 tháng 4 năm 2021, Figma ra mắt tính năng bảng trắng số (digital whiteboard) được gọi là FigJam, cho phép người dùng tương tác qua các ghi chú (sticky notes), biểu tượng cảm xúc và các công cụ vẽ.

## Đối thủ cạnh tranh
- Sketch
- Adobe XD
- ProtoPie
- Mockplus
- InVision Studio
- Framer
- Lunacy
- Gravit